# Rheum australe
Rheum australe är en slideväxtart som beskrevs av David Don. Rheum australe ingår i släktet rabarbersläktet, och familjen slideväxter. Inga underarter finns listade i Catalogue of Life.